# Juan de la Peña Catalán
Juan Daniel de la Peña Catalán es un deportista español que compitió en ciclismo en la modalidad de trials, ganador de una medalla de bronce en el Campeonato Mundial de Ciclismo de Montaña de 2005 y una medalla de plata en el Campeonato Europeo de Ciclismo de Montaña de 2003.

## Palmarés internacional
| Campeonato Mundial | Campeonato Mundial | Campeonato Mundial | Campeonato Mundial |
| Año                | Lugar              | Medalla            | Competición        |
| ------------------ | ------------------ | ------------------ | ------------------ |
| 2005               | Livigno ( Italia)  | Medalla de bronce  | Trials 20″         |
| Campeonato Europeo |                    |                    |                    |
| Año                | Lugar              | Medalla            | Competición        |
| 2003               | Graz ( Austria)    | Medalla de plata   | Trials 26″         |